# Santiponce
Santiponce è un comune spagnolo di 7 099 abitanti situato nella comunità autonoma dell'Andalusia a circa 7 chilometri da Siviglia. Sorge nel luogo dove fu fondata Italica, la prima colonia romana in Spagna.
Vi nacquero ben due imperatori romani, per altro consecutivi: nel 53 Traiano e nel 76 Adriano.

## Geografia fisica
Il comune è attraversato per un breve tratto dal Guadalquivir.